# ستيفن سيلفا
ستيفن سيلفا (بالإنجليزية: Steven Silva)‏ هو طاهي أمريكي، ولد في 27 نوفمبر 1986 في ساكرامنتو في الولايات المتحدة.